# Tees
Tees – rzeka w Wielkiej Brytanii w północnej Anglii o długości 137 km. Ma swoje źródło w północnej części Gór Pennińskich. Do Morza Północnego uchodzi między miejscowościami Hartlepool i Redcar, koło Middlesbrough. Powierzchnia jej dorzecza to około 1834 km².